# Luxors internationella flygplats
Luxor flygplats  (IATA: LXR, ICAO: HELX) är den största flygplatsen som betjänar den egyptiska staden Luxor. Den ligger 6 km öster om staden. Många charterflygbolag använder flygplatsen, eftersom den är ett populärt turistmål för dem som besöker Nilen och Konungarnas dal.

## Faciliteter och infrastruktur

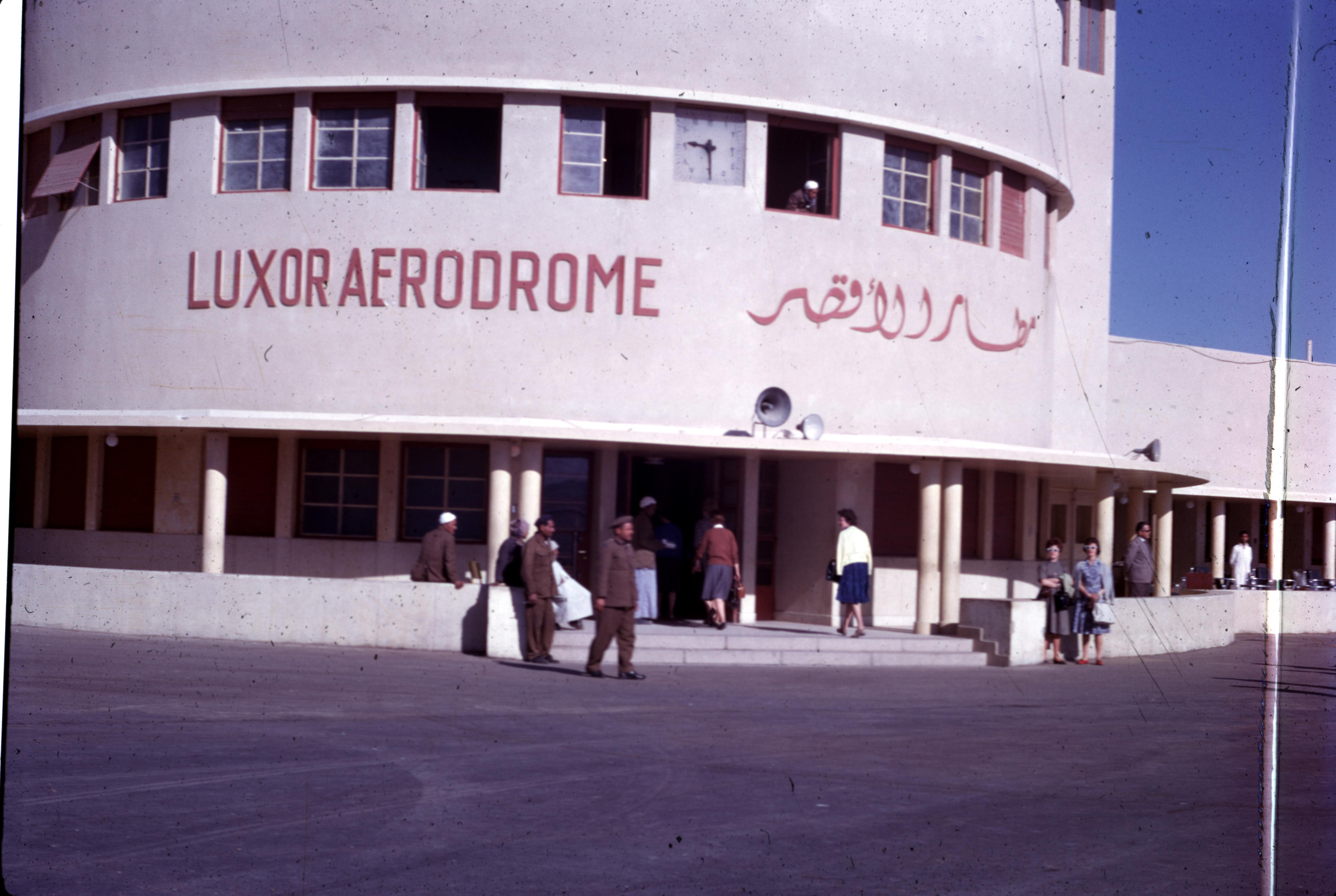
Luxor Aerodrome terminal 1961

År 2005 uppgraderades flygplatsen för att ta emot upp till 8 miljoner passagerare per år. Faciliteter för passagerare inkluderar 48 incheckningsdiskar, 8 gater, 5 band för bagageutlämning, ett postkontor, en bank, ett växlingskontor, en automatisk växlingsmaskin (CIB), restauranger, cafeterier, en VIP Lounge, en taxfreebutik, en tidningsbutik/tobaksaffär, ett apotek, en presentbutik, en resebyrå, en turistservice, biluthyrning, första hjälpen, ett baby-/förälderrum, handikappanpassade /faciliteter och ett affärscenter.
Faciliteterna för godshantering inkluderar kylförvaring, djurkarantän, boskapshantering, hälsotjänstemän, röntgenutrustning och gasningsutrustning. Flygplatsens agent för fraktterminalhantering är EgyptAir Cargo.

## Flygbolag och destinationer
Följande flygbolag erbjuder året runt och säsongsbetonade reguljär- och charterflyg på Luxor Airport:
| Flygbolag              | Destinationer |
| ---------------------- | --- |
| Aegean Airlines        | Aten |
| Air Cairo              | Bilbao, Bologna, Cairo, Catania, Hurghada, Málaga, Milan–Malpensa, Rome–Fiumicino, Sharm El Sheikh, Valencia Säsong: Jeddah, Lyon, Nantes, Paris–Charles de Gaulle |
| Edelweiss Air          | Säsong: Zürich |
| Egyptair               | Cairo, Sharm El Sheikh Säsong: London–Heathrow |
| Iberia                 | Säsong charter: Madrid |
| Jazeera Airways        | Kuwait City |
| Neos                   | Säsong: Milan–Malpensa |
| Nesma Airlines         | Säsong: Jeddah |
| Nile Air               | Cairo Säsong charter: Milan–Malpensa, Rome-Fiumicino |
| Petroleum Air Services | Säsong charter: Cairo |
| Transavia              | Säsong: Paris–Orly |
| TUI Airways            | Säsong: London–Gatwick, Manchester (båda med start 7 november 2024)                                                                                                |
| TUI fly Belgium        | Säsong: Brussels |
| TUI fly Deutschland    | Säsong: Düsseldorf |
| Turkish Airlines       | Istanbul |
| Vueling                | Säsong: Barcelona |